# Alberto II de Namur
Alberto II de Namur (m. hacia 1063) fue conde de Namur desde el fallecimiento de su hermano (ocurrida entre 1018 y 1031), hasta su propia muerte. Era hijo de Alberto I de Namur, conde de Namur, y de Ermengarda de Baja Lotaringia.

## Biografía
Se casó con Regelinda, hija de Gotelón I de Verdún, duque de la Alta y Baja Lotaringia, y tuvo la siguiente descendencia:
- Alberto III (n. 1027, m. 1102), conde de Namur.[2]
- Enrique, conde de Durbuy, muerto en Palestina en 1097.
- Eduvigis de Namur

En 1037, participa en la lucha contra Eudes II de Blois, conde de Meaux y de Troyes, que aspiraba a construir un reino entre Francia y Germania. En 1046, toma partido a favor del emperador Enrique III en su pugna con Godofredo II, duque de la Baja Lotaringia, y Balduino V, conde de Flandes. En 1047, hizo reconstruir la iglesia de Saint-Aubin de Namur, y la convirtió en Colegiata.
| Predecesor: Roberto II | Conde de Namur 1031?-1063 | Sucesor: Alberto III |